# 数学科学研究
数学科学研究(Studies in Mathematical Sciences)，是由加拿大科学与文化研究与发展中心(Canadian Research & Development Center of Sciences and Cultures ) 2010年11月份创办，总部位于魁北克省蒙特利尔市。 《数学科学的研究》是一个季度开放存取同行评审科学期刊，涵盖纯数学和应用数学，包括微分方程、模糊数学、代数几何、概率和统计、金融数学和生物数学等等。现任主编，首席卢卡问：赞博尼（里昂大学）。